# Blandfordia grandiflora
Blandfordia grandiflora là một loài thực vật có hoa trong họ Blandfordiaceae. Loài này được R.Br. mô tả khoa học đầu tiên năm 1810.

## Hình ảnh

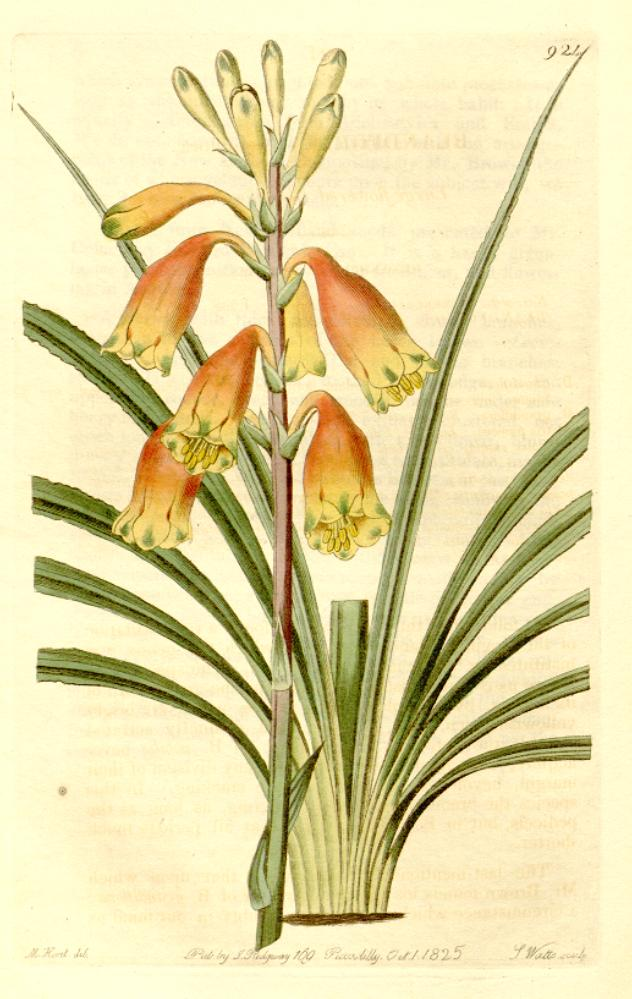
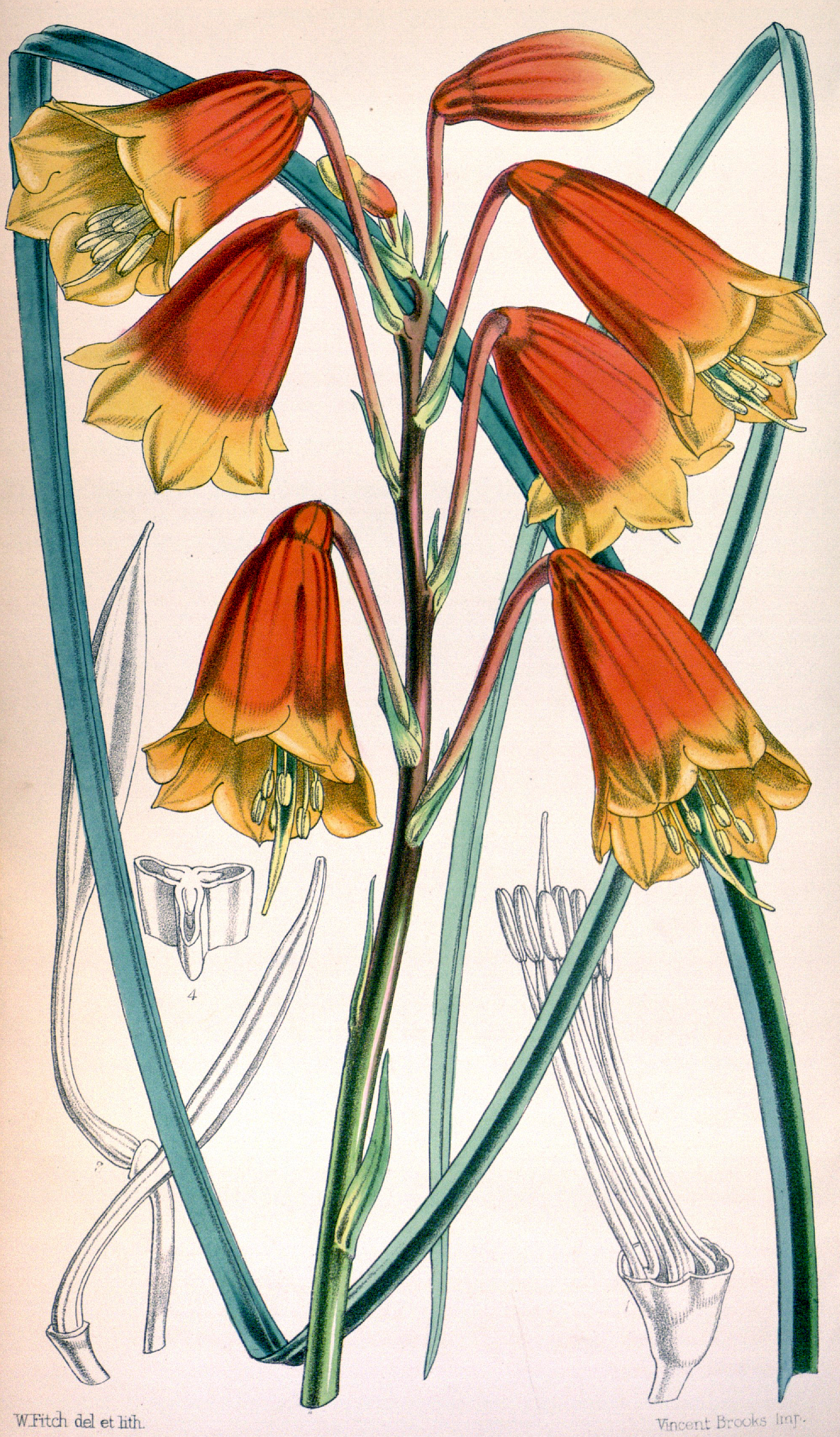
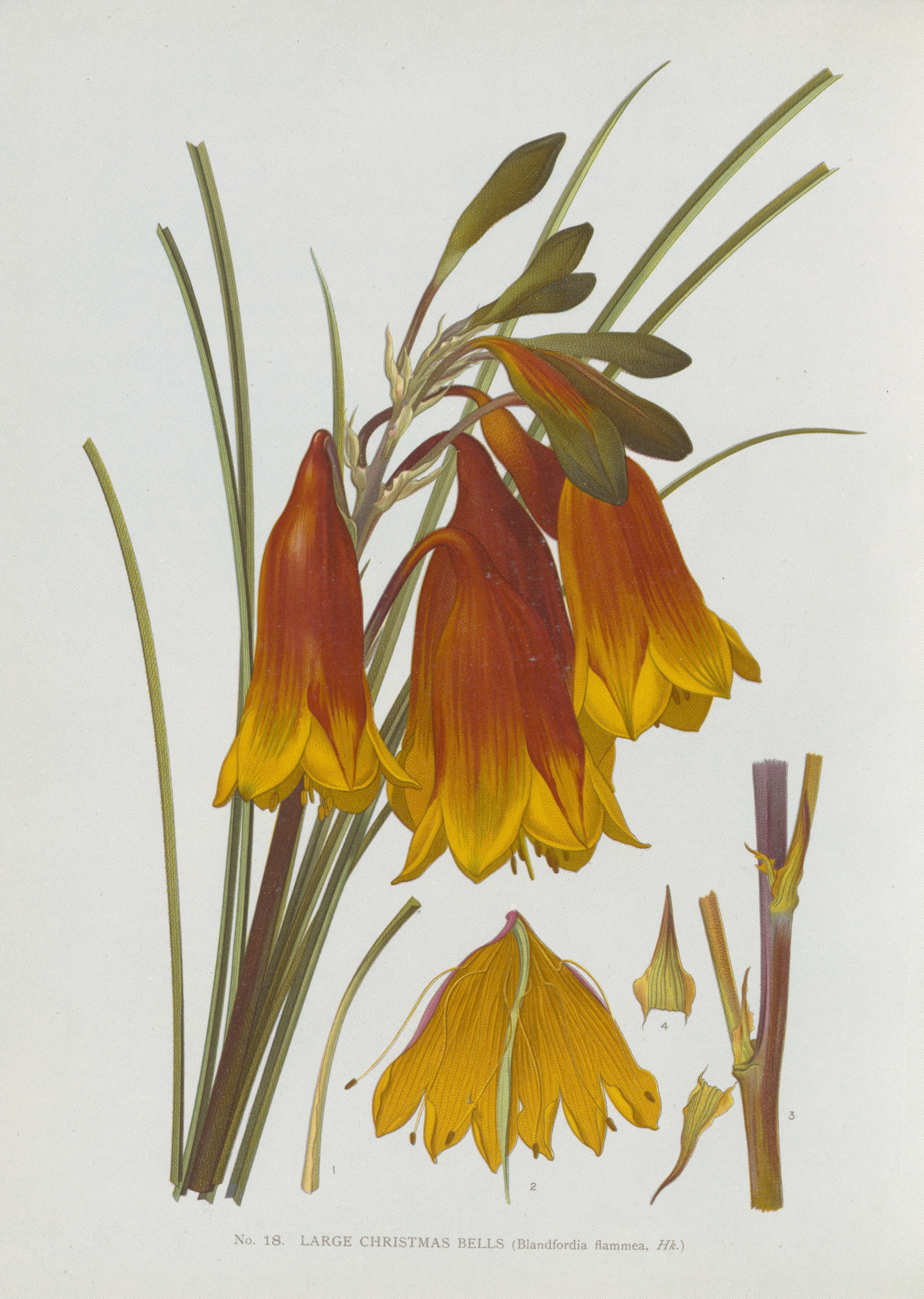
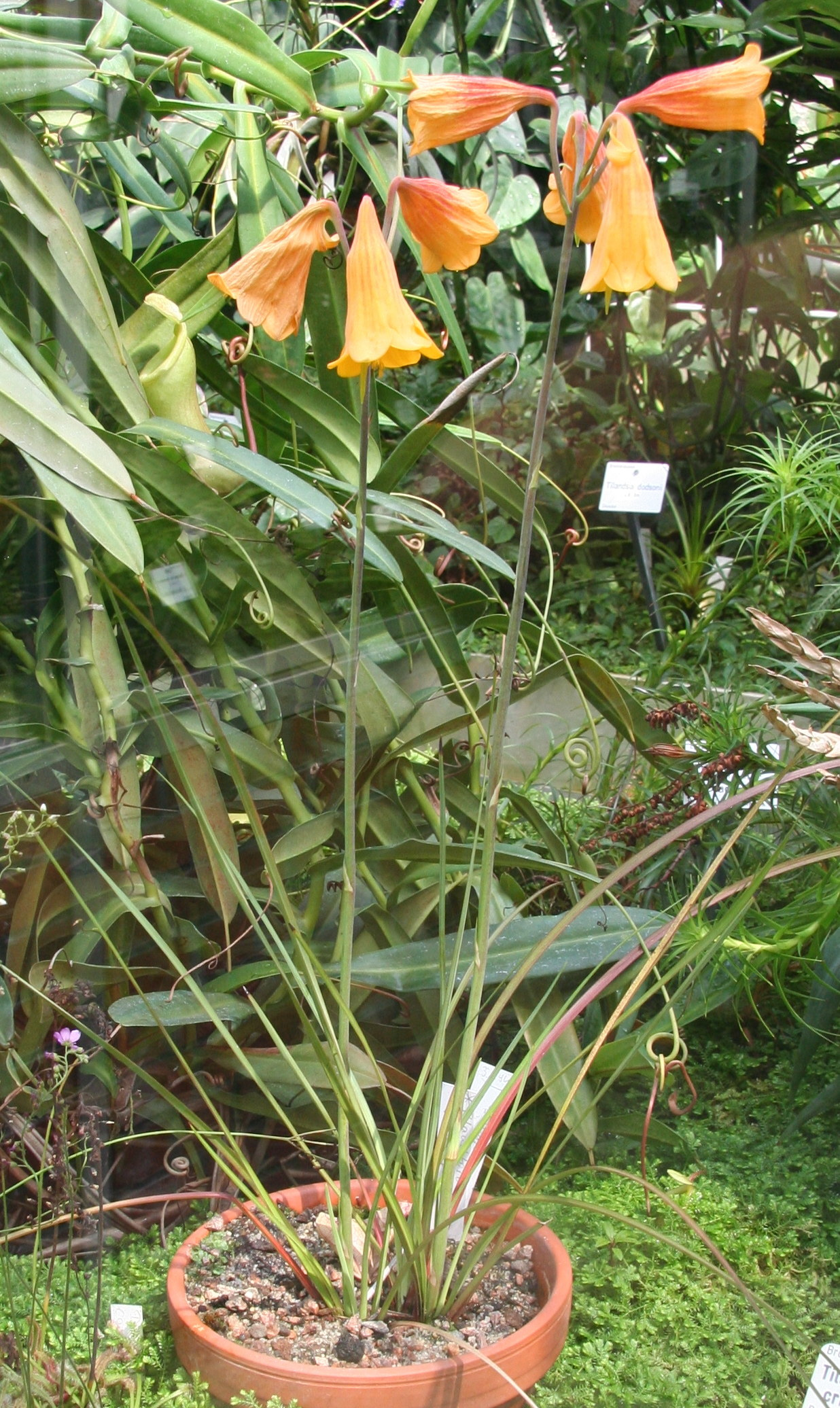